# Madeleine Beaumont
Madeleine St. John Beaumont, född Brodrick 24 augusti 1883 i Liverpool, död 26 augusti 1975 i Kensington, Storlondon, var en brittisk konståkare. Hon kom åtta i olympiska spelen i Antwerpen 1920 i paråkning tillsammans med sin man MacDonald Beaumont.